# Nebovazy
Nebovazy (deutsch Nokowitz) ist ein Ortsteil der Gemeinde Křimov in Tschechien.

## Geographie
Nebovazy liegt acht Kilometer westlich des Stadtzentrums von Chomutov über dem Höllental der Hutná auf dem Kamm des sächsisch-böhmischen Erzgebirges. Nordöstlich erhebt sich der Klenovec (Klingerberg, 757 m), im Osten die Jedlina (Tännichhübel, 676 m) und im Südwesten die Poustevna (Schweigerberg, 825 m). Nördlich führt die Staatsstraße I/7 von Chomutov nach Reitzenhain vorbei.
Nachbarorte sind Suchdol im Nordosten, Strážky im Osten, Černovice im Südosten, Málkov, Lideň und Vysoká im Süden, Vysoká Jedle, Sobětice und Kýšovice im Südwesten, Celná im Westen sowie Nová Ves und Křimov im Nordwesten.

## Geschichte
Die erste schriftliche Erwähnung von Nakawaz erfolgte 1281, als Chotěboř von Retschitz das Gut Krimove einschließlich der zugehörigen Dörfer dem Deutschritterorden in Komotau überließ. Nach längeren Streitigkeiten mit der Böhmischen Krone nutzte Wenzel IV. im Jahr 1410 nach der Schlacht bei Tannenberg die Schwäche des Ordens und konfiszierte dessen Besitz. 1411 verwies Wenzel den Orden des Landes. Nachfolgend wurde das Dorf Teil der Herrschaft Komotau. Im Jahre 1554 wurde das Dorf als Nogwitz bezeichnet. 1560 bestand das Dorf aus sechs Wirtschaften. Seit 1563 ist ein Bierzwang für Komotauer Bier nachweisbar. Im Jahre 1605 kaufte Linhart von Steinbach das Dorf zusammen mit einem Teil der Herrschaft Komotau von der Böhmischen Kammer und errichtete die Herrschaft Hagensdorf. Bis zur Mitte des 19. Jahrhunderts blieb Nokowitz immer zu Hagensdorf untertänig.
Nach der Aufhebung der Patrimonialherrschaften bildete Nokowitz / Nabovazy ab 1850 mit der Einschicht Höllenmühle eine politische Gemeinde im Gerichtsbezirk Komotau bzw. Bezirk Komotau. Zu dieser Zeit bestand das Dorf aus 23 Häusern. Die Einwohner lebten von der Forstarbeit, der Viehzucht und Landwirtschaft. Letztere war wegen der rauen klimatischen Verhältnisse auf dem Erzgebirgskamm wenig ertragreich, so dass sich die Bewohner ein Zubrot durch Besenbinderei, Spitzenklöppelei und Gorlnäherei verdienten. Schul- und Pfarrort war Krima. 1889 wurden die Urkunden des Dorfes bei einem Brand vernichtet. Der tschechische Name Nebovazy ist seit 1924 gebräuchlich. Nach dem Münchner Abkommen wurde das Dorf 1938 dem Deutschen Reich zugeschlagen und gehörte bis 1945 zum Landkreis Komotau. 1939 lebten in dem Dorf 70 Menschen. In den letzten Tagen des Zweiten Weltkrieges führte am 16. und 17. April 1945 ein Todesmarsch von KZ-Häftlingen von Reitzenhain über Ulmbach, Sebastiansberg, Neudorf, Domina, Schönlind, Oberdorf und Komotau ins Nordböhmische Becken. Nach dem Ende des Krieges kam Nebovazy zur Tschechoslowakei zurück und die deutschen Bewohner wurden vertrieben. Eine Wiederbesiedlung gelang nicht, 1947 hatte das Dorf nur noch 10 Einwohner. 1948 wurde Nebovazy nach Křimov eingemeindet. Im Jahre 1958 wurde die Kapelle abgerissen. In den 1970er Jahren zog der vorerst letzte ständige Einwohner fort. 

## Entwicklung der Einwohnerzahl
| Jahr | Einwohnerzahl |
| ---- | ------------- |
| 1869 | 152           |
| 1880 | 157           |
| 1890 | 143           |
| 1900 | 127           |
| 1910 | 105           |

| Jahr | Einwohnerzahl |
| ---- | ------------- |
| 1921 | 94            |
| 1930 | 99            |
| 1950 | 18            |
| 1961 | 5             |
| 1970 | 3             |

| Jahr | Einwohnerzahl |
| ---- | ------------- |
| 1980 | 0             |
| 1991 | 0             |
| 2001 | 0             |
| 2011 | 6             |

## Sehenswürdigkeiten
- Höllental der Hutná
- Gedenkstein für die Opfer des Todesmarsches vom 16. und 17. April 1945, nordwestlich des Dorfes an einem Quellbach der Hutná

## Söhne und Töchter des Ortes
- Franz Ficker (1782–1849), Professor für Ästhetik an der Universität Wien